# Primitivo Villacampa
Primitivo Villacampa Viscasrillas, detto Primo (Lascellas, 2 luglio 1913 – Huesca, 11 dicembre 1975), è stato un calciatore spagnolo, di ruolo centrocampista.

## Carriera
Nel 1933, all'età di 20 anni, passò dall'Huesca, squadra della sua città natale, al Zaragoza Football Club. Entrambe le squadre giocavano in Tercera División. Nella stagione 1933-1934 il Zaragoza arrivò al primo posto nel girone di campionato ed ottenne la prima promozione in Segunda División. Nel 1936 la squadra fu promossa in Primera División ma il campionato fu interrotto a causa della guerra civile spagnola fino al 1939. Il 3 dicembre 1939 esordì in Primera División, in occasione della prima partita di campionato, vinta per 3-2 contro il Celta Vigo. Il 17 dicembre realizzò una doppietta nella partita vinta per 4-3 a Saragozza contro l'Atlético Madrid. Il 21 gennaio 1940 Primitivo Villacampasegnò altri due gol contro il Real Madrid e la sua squadra vinse per 3-1. Il 10 marzo segnò il gol del vantaggio nella partita pareggiata per 1-1 contro il Real Betis e due settimane dopo andò di nuovo a segno, la sua rete però non servì ad evitare la sconfitta contro il Barcellona. Il 28 aprile, all'ultima giornata di campionato, segnò un'altra doppietta contro l'Espanyol. Concluse la prima stagione in massima serie con otto reti segnate e 19 presenze, risultando il secondo migliore marcatore stagionale degli aragonesi dopo Antonio Sánchez Valdés. Nella stagione 1940-1941 giocò le prime quattro partite di campo e poi scese in campo il 15 febbraio in occasione di una sconfitta per 6-0 contro il Real Madrid e il 26 gennaio ad Alicante in una partita persa contro l'Hércules. Concluse quindi il campionato, che vide il Zaragoza retrocedere in Segunda División, con sei presenze e nessuna rete segnata. Durante la sua esperienza a Saragozza collezionò 24 presenze e cinque reti in Coppa di Spagna. Nella stagione 1941-1942 vestì per l'ultima volta la maglia della squadra aragonese prima di passare al Club Deportivo Constancia, squadra della Segunda División con sede a Inca, sull'isola di Maiorca.